# Вакцинация и религия

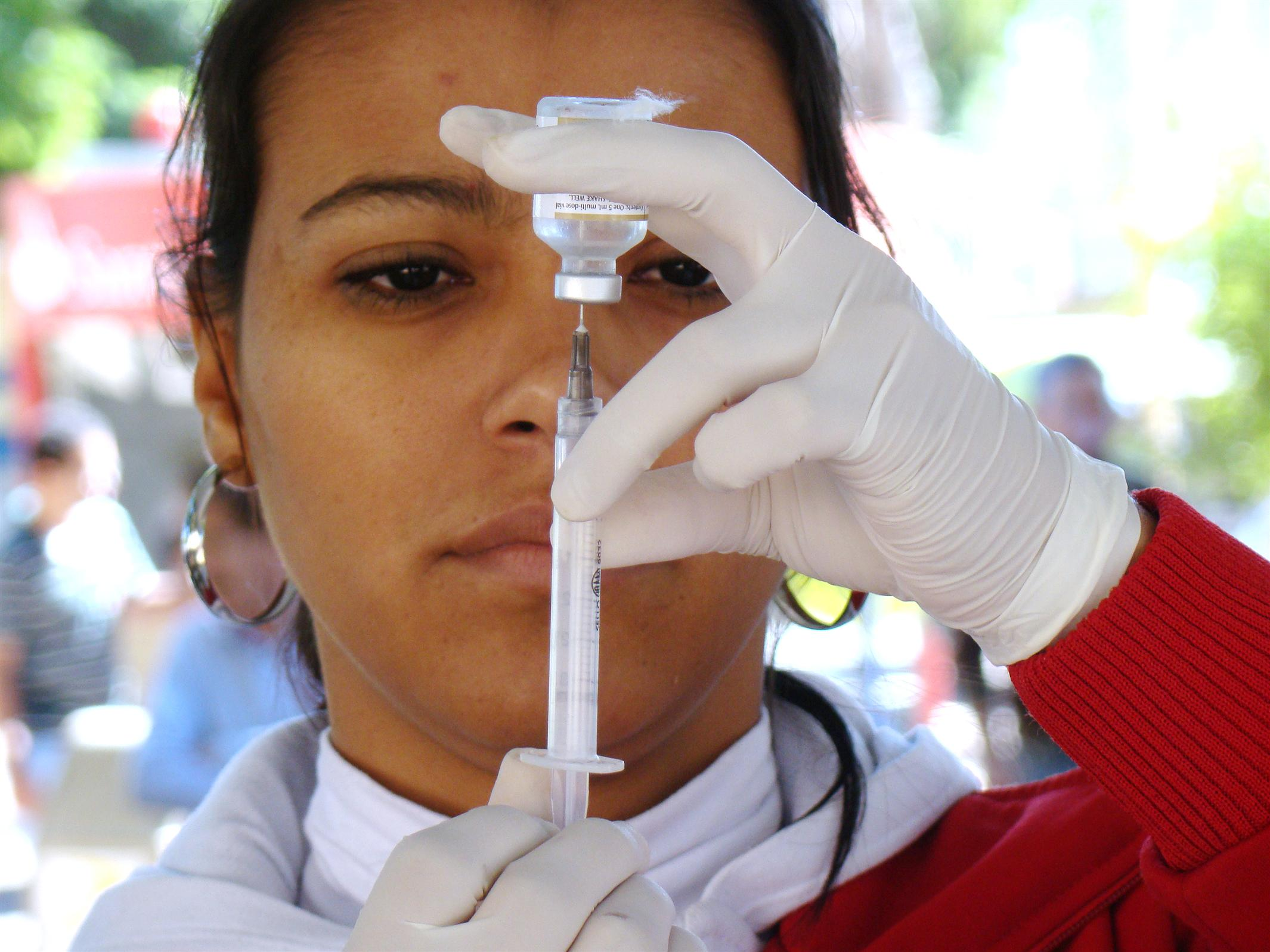
Научный взгляд на причину болезней людей предлагает для защиты от них вакцинацию

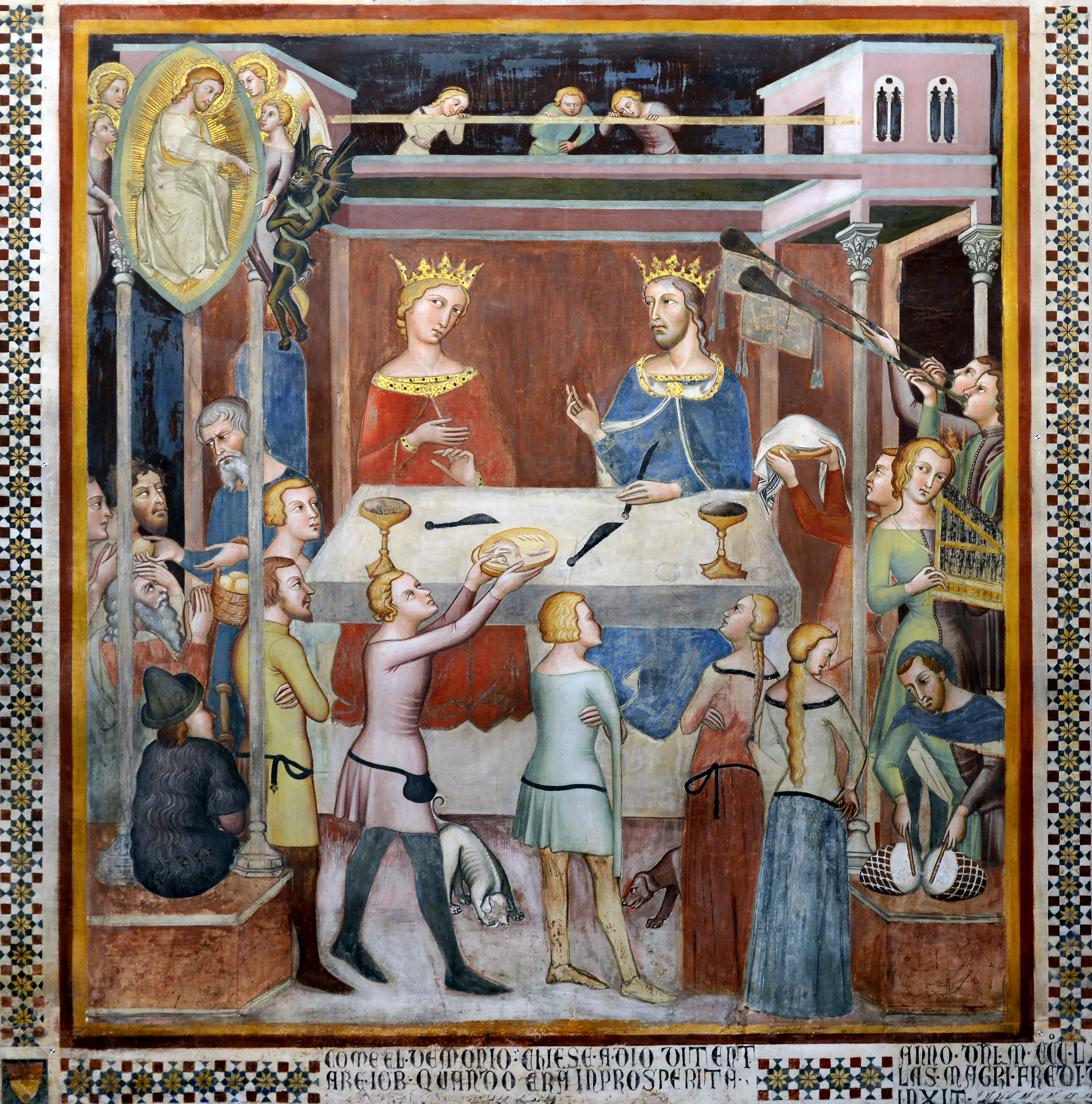
Религии же утверждают, что жизнь человека в деснице Божьей

Вакцинация и религия, как сущности, происходящие от разных взглядов на человека и окружающий мир, имеют между собой непростые отношения. Формально основные религии уже не запрещают вакцинацию, но препятствием зачастую служат богословские диспуты относительно халяльности или кошерности тех или иных компонентов/процессов приготовления вакцин. Некоторые лидеры стран исламского мира выступали и выступают в настоящее время против применения вакцин, утверждая, что на самом деле целью вакцинации является стерилизация. Так, например, не был окончательно искоренён полиомиелит, поскольку лидеры Пакистана, Афганистана и Нигерии выступили против вакцинации. Таким образом многие ссылаются на религиозную приверженность как на основание к отказу от вакцинации себя или своих детей.

## История
Борьба религиозных лидеров с вакцинацией началась сразу с появлением такой медицинской практики. Так, ряд бостонских священнослужителей и набожных врачей сформировали общество, выступившее против вакцинации в 1798 году. Другие жаловались, что такая практика была опасной, и требовали, чтобы врачей, проводивших эти процедуры, судили за покушение на убийство.
Светские власти, заинтересованные в благоденствии населения, понимали важность воздействия пасторов на их паству. Так, в 1816 году Исландия возложила на духовенство ответственность за вакцинацию против оспы и обязала вести учёт вакцинацированных в своих приходах; в Швеции использовалась подобная практика.
Когда вакцинация была введена в государственную политику Великобритании, после чего опыт был перенят за границей, возникло сопротивление со стороны профсоюзных активистов и других лиц, вплоть до министров, практиковавших самопомощь и альтернативные средства, такие как гомеопатия.
Противники вакцинации (на её ранней стадии развития, пока она не получила всеобщего распространения на планете) доминировали в протестантских странах. Они часто были выходцами из религиозных меньшинств, не относящихся к основному протестантизму, включая квакеров в Англии и баптистов в Швеции.
В Великобритании был принят ряд законов о вакцинации, ограничивающих отказ от прививок, начиная с 1840 года, когда была установлена обязательная прививка от оспы. Закон 1853 г. ввел обязательную бесплатную вакцинацию младенцев местными властями. К 1871 году вакцинация младенцев стала обязательной, и родители, отказавшиеся от вакцинации своего ребенка, штрафовались и заключались в тюрьму, если штрафы не были уплачены. Сопротивление принуждению росло, и в 1889 году, после беспорядков в Лестере, была назначена Королевская комиссия, которая выпустила шесть отчетов в период с 1892 по 1896 год. Он рекомендовал отменить такие штрафы. Это было сделано в Законе 1898 года, который также ввел пункт о совести, освобождающий родителей, которые не считали вакцинацию эффективной или безопасной. Это расширило понятие «лицо, отказывающееся от военной службы по соображениям совести» в английском праве. Еще один закон 1907 года упростил получение отказ от прививок.
Свидетели Иеговы запретили своим членам делать прививки в 1931 году, под давлением государства изменили эту политику в 1952 году. Решение о вакцинации себя или своей семьи они теперь формально оставляют за своими приверженцами (индивидуальный отказ). В некоторых более поздних публикациях Свидетелей Иеговы упоминается об успехе программ вакцинации.
Известной причиной противодействия религиозных лидеров вакцинации была опасность уменьшения их власти над умами верующих, поскольку наука опирается на реальность, где жизнь и здоровье людей зависят от них самих, а не от действий божеств. Но крупные иерархии, поскольку они существуют в государствах и вынуждены учитывать мнения их властей, в настоящее время идут навстречу медицинской необходимости, например, при вакцинировании от COVID-19.

## Настоящее время
Христианская наука выборочно отвергала различные формы медицинской помощи, включая вакцинацию. Конгрегация Универсальной Мудрости, религия, основанная на вере в коррекцию позвоночника и универсальный интеллект хиропрактики, запрещает вакцинацию. В судебном деле со ссылкой на Конгрегацию универсальной мудрости Turner против Ливерпульской центральной школы, окружной суд Соединенных Штатов в Нью-Йорке подтвердил допустимость требования об освобождении от вакцинации по религиозным мотивам на основании такого членства.
Некоторые консервативные христианские группы в Соединенных Штатах выступают против обязательной вакцинации от болезней, обычно передающихся половым путем, утверждая, что возможность заболевания сдерживает рискованный сексуальный контакт. Например, Совет по семейным исследованиям выступает против обязательной вакцинации против ВПЧ, вируса, вызывающего различные виды рака: «Наша главная забота — коррекция сведений, которые сообщат детям от девяти до двенадцати лет при введении вакцины. Следует проявлять осторожность, чтобы не сообщать, что такое вмешательство делает секс безопасным». Однако научные исследования показали, что вакцинация против ВПЧ не приводит к увеличению сексуальной активности.
Церковь Иисуса Христа Святых последних дней сделала вакцинацию официальной инициативой в своей программе гуманитарной помощи. Церковь призвала своих членов следить за тем, чтобы их собственные дети были должным образом вакцинированы. В марте 2021 года Церковь добавила призыв к вакцинации в свой Общий справочник инструкций, отметив, что «прививки, проводимые компетентными медицинскими специалистами, защищают здоровье и сохраняют жизнь. Членов Церкви призывают защищать себя, своих детей и свои сообщества с помощью вакцинации».
Ислам и иудаизм, религии с диетическими запретами, которые считают определенных животных нечистыми, делают исключения для лечения, полученного от этих животных. Однако это не может стать общепринятым из-за отсутствия центральной власти в этих религиях. Например, в провинции Ачех, автономной провинции Индонезии с собственным исламским законом шариата, восемьдесят процентов людей отказываются от всех прививок из-за опасений по поводу использования свиней или их производных для изготовления некоторых вакцин (употребление свиней в пищу считается харамом).
Использование тканей плода при разработке вакцин также вызвало споры среди религий, выступающих против абортов. Среды для культивирования клеток некоторых вирусных вакцин и вирус вакцины против краснухи получают из тканей, взятых из абортированных плодов, что вызывает моральные вопросы. Например, принцип двойного эффекта, созданный Фомой Аквинским, утверждает, что действия с хорошими и плохими последствиями морально приемлемы в определенных обстоятельствах, и вопрос лишь в том, как этот принцип применим к вакцинации. Ватиканская курия выразила озабоченность по поводу происхождения эмбриональных клеток вакцины против краснухи, заявив, что католическая церковь несёт «…серьезную ответственность за использование альтернативных вакцин». Ватикан пришел к выводу, что до тех пор, пока не станет доступной лучшая, католики могут использовать существующую вакцину, написав: «Это несправедливый альтернативный выбор, от которого необходимо как можно скорее отказаться». С аналогичными заявлениями выступили иерархи других конфессий.
В России вопрос халяльности вакцин традиционно решает совет улемов, однако исламская традиция, по словам заместителя председателя Духовного Управления Мусульман России муфтия Дамира Мухетдинова позволяет применять безальтернативные лекарства, в том числе спиртосодержащие. Соответствующие случаю фетвы печатаются.

## Политическое противодействие вакцинации религиозными группами
Большинство ортодоксальных раввинов рассматривают вакцинацию как религиозную обязанность. В начале 2014 года в Бруклине, штат Нью-Йорк, распространялся журнал под названием PEACH, в котором содержался призыв против иммунизации ортодоксальных евреев. Однако это не очень распространенное явление. Согласно информации, полученной в 2014 году, 96 % студентов иешив (которые, по сути, все являются ортодоксальными евреями) в Нью-Йорке были вакцинированы, хотя это ниже среднего показателя.
В 2003 году имамы на севере Нигерии посоветовали своим последователям не вакцинировать своих детей оральной вакциной против полиомиелита, объяснив, что это заговор Запада с целью снизить рождаемость мусульман. Бойкот привел к росту числа случаев полиомиелита не только в Нигерии, но и в соседних странах. Последователи также опасались других прививок, и Нигерия сообщила о более чем двадцати тысячах случаев кори и почти шестисотах смертельных исходах от кори с января по март 2005 года. В 2006 г. на Нигерию приходилось более половины всех новых случаев полиомиелита во всем мире. После этого вспышки продолжались; например, по меньшей мере 200 детей умерли в результате вспышки кори в конце 2007 года в штате Борно . В 2013 году девять медицинских работников, вводивших вакцину против полиомиелита, были убиты боевиками на мотоциклах в Кано. Местные традиционные и религиозные лидеры и люди, пережившие полиомиелит, работали, чтобы поддержать кампанию вакцинации и в Нигерии не было случаев детского полиомиелита с 24 июля 2014 года.
В 2000-х годах в Пакистане и Афганистане некоторые талибы издали фетвы против вакцинации как американского заговора с целью стерилизации мусульман и похищали, избивали и убивали должностных лиц, занимающихся вакцинацией; Глава пакистанской кампании вакцинации в округе Баджаур был убит в 2007 году, когда возвращался со встречи с религиозным лидером. В 2011 году шпион ЦРУ провел кампанию поддельной вакцинации против гепатита в поисках Усамы бен Ладена; такие действия были решительно осуждены американскими и международными общественными организациями, замешанный врач был заключен в тюрьму, а ЦРУ пообещало больше не использовать вакцинацию в качестве прикрытия. Настоящий врач по вакцинации от полиомиелита ранее действительно вакцинировал детей и внуков Усамы бен Ладена на его территории в Абботтабаде. Обе основные стороны гражданской войны в Афганистане в настоящее время разрешают вакцинацию от полиомиелита, и заболеваемость полиомиелитом в Афганистане быстро снижается: в январе-июле 2015 года было зарегистрировано всего пять случаев. В Пакистане за тот же период было 28 случаев.
В 2015 году лидеры «Нации ислама» выступили против законопроекта Калифорнии, который устранил философские исключения из требований к школьной вакцинации утверждая, что существует связь между вакциной MMR и аутизмом . Они также сказали, что вакцины, санкционированные правительством, были еще одним исследованием сифилиса в Таскиги.
Согласно опросу, проведенному Associated Press / NORC в марте 2021 года, скептицизм в отношении вакцин более распространен среди белых евангелистов, чем среди большинства других групп американцев. 40 % белых протестантов-евангелистов заявили, что они вряд ли получат вакцинацию от COVID-19.
В США все штаты, кроме Миссисипи, Калифорнии, Западной Вирджинии, Мэна и Нью-Йорка, позволяют родителям освобождать своих детей от обязательных прививок по религиозным причинам, причём это число растёт. Некоторые родители ложно заявляют о своих религиозных убеждениях, чтобы получить исключение. Американская медицинская ассоциация выступила против таких религиозных исключений, поскольку они ставят под угрозу здоровье не только непривитого человека, но также соседей и общества в целом.
На фоне пандемии COVID-19 ряд католических епископов выступили против вакцинирования от вируса, если препараты базировались на абортивных материалах.
1 января 2016 года в Австралии был принят закон, отменяющий право на получение пособий по уходу за детьми и социального обеспечения, если родители отказываются вакцинировать своих детей.